# Comanthus taviana
Comanthus taviana is een haarster uit de familie Comatulidae.
De wetenschappelijke naam van de soort werd in 1911 gepubliceerd door Austin Hobart Clark.